# 国学师门楼和青云得路坊
国学师门楼和青云得路坊位于中国江西省景德镇市浮梁县峙滩镇英溪村，均为徽派建筑风格，雕刻精美。

## 保护
2018年3月9日，国学师门楼和青云得路坊公布为第六批江西省文物保护单位，编号6-3-167。